# معركة شبوة (2019)
معركة شبوة هي اشتباكات مسلحة اندلعت في 21 أغسطس 2019 بين قوات المجلس الانتقالي الجنوبي والقوات المسلحة في محافظة شبوة، بعد أن هاجمت قوات تابعة للمجلس الانتقالي معسكرات الجيش اليمني.
وقد اتهمت الحكومة اليمنية قيادة القوات الإماراتية في مدينة بلحاف شرق محافظة شبوة، بتفجير الوضع في المحافظة، وأن القوات الإماراتية تحاول اقتحام مدينة عتق مركز المحافظة. وفي 23 أغسطس أحكمت القوات الحكومية سيطرتها على مدينة عتق، بعد مواجهات مع مسلحي «النخبة الشبوانية» المدعومة من الإمارات.
وقال محافظ محافظة شبوة محمد بن عديو إن المحافظة «كسبت الرهان وأسقطت انقلاباً رديفاً لانقلاب مليشيات الحوثي، قامت به مليشيات المجلس الانتقالي بدعم كامل من دولة الإمارات».
في يوم الخميس 22 أغسطس اندلعت اشتباكات في مدينة عتق عاصمة محافظة شبوة، بين القوات الحكومية وقوات تابعة للمجلس الانتقالي الجنوبي المدعومة من الإمارات بينها قوات «النخبة الشبوانية» وذلك بعد ساعات من وصول لجنة سعودية لنزع فتيل الأزمة. وفي اليوم التالي 23 أغسطس تمكنت قوات الجيش من كسر الهجوم على مدينة عتق ودحرهم إلى خارج المدينة.
في 28 أغسطس اتهم رئيس المجلس الانتقالي الجنوبي عيدروس الزبيدي التحالف العربي بالانحياز للحكومة الشرعية واصفاً سيطرة القوات الحكومية على شبوة بأنه «عدوان على أرض الجنوب».